# Ministero dell'educazione nazionale
Il Ministero dell'educazione nazionale del Regno d'Italia è stato un dicastero del Governo italiano preposto all'amministrazione del sistema scolastico nazionale. Aveva anche la responsabilità delle Antichità e Belle Arti.

## Storia
Il regime fascista nel 1929 soppresse il Ministero della pubblica istruzione per istituire il 12 settembre di quell'anno, dal Governo Mussolini, il ministero dell'Educazione Nazionale. La sede fu quella dell'appena inaugurato palazzo in viale Trastevere. Contemporaneamente veniva istituito il sottosegretariato di Stato per l'educazione fisica e giovanile, poi soppresso con il r.d. 27 ott. 1937, n. 1839 .
Il ministero fu soppresso con regio decreto del 29 maggio 1944, n. 142, da parte del Governo Badoglio II.
Nel Governo della Repubblica Sociale Italiana, durato fino all’aprile 1945, rimase Ministro dell'educazione nazionale Carlo Alberto Biggini.

## Organizzazione
- Direzione generale per l'istruzione superiore
- Direzione generale per l'insegnamento tecnico-professionale
- Direzione generale per l'istruzione media classica scientifica e magistrale
- Direzione generale per l'istruzione elementare
- Direzione generale per le antichità e belle arti
- Direzione generale per le accademie e biblioteche
- Ispettorato generale per gli istituti di educazione e per gli istituti pareggiati

## I ministri
| Ministro                                      | Ministro | Ministro                           | Partito                       | Governo           | Mandato           | Mandato          | Leg.                       |
| Ministro                                      | Ministro | Ministro                           | Partito                       | Governo           | Inizio            | Fine             | Leg.                       |
| --------------------------------------------- | -------- | ---------------------------------- | ----------------------------- | ----------------- | ----------------- | ---------------- | -------------------------- |
|                                               |          | Balbino Giuliano (1879-1958)       | Partito Nazionale Fascista    | Mussolini         | 12 settembre 1929 | 20 luglio 1932   | XXVIII                     |
|                                               |          | Francesco Ercole (1884-1945)       | Partito Nazionale Fascista    | Mussolini         | 20 luglio 1932    | 24 gennaio 1935  | XXVIII                     |
|                                               | XXIX     | Francesco Ercole (1884-1945)       | Partito Nazionale Fascista    | Mussolini         | 20 luglio 1932    | 24 gennaio 1935  |                            |
|                                               |          | Cesare Maria De Vecchi (1884-1959) | Partito Nazionale Fascista    | Mussolini         | 24 gennaio 1935   | 15 novembre 1936 |                            |
|                                               |          | Giuseppe Bottai (1895-1959)        | Partito Nazionale Fascista    | Mussolini         | 15 novembre 1936  | 6 febbraio 1943  |                            |
|                                               | XXX      | Giuseppe Bottai (1895-1959)        | Partito Nazionale Fascista    | Mussolini         | 15 novembre 1936  | 6 febbraio 1943  |                            |
|                                               |          | Carlo Alberto Biggini (1907-1945)  | Partito Nazionale Fascista    | Mussolini         | 5 febbraio 1943   | 25 luglio 1943   |                            |
|                                               |          | Leonardo Severi (1882-1958)        | Indipendente                  | Badoglio I        | 27 luglio 1943    | 11 febbraio 1944 | Transizione costituzionale |
|                                               |          | Giovanni Cuomo (1874-1948)         | Partito Liberale Italiano     | Badoglio I        | 11 febbraio 1944  | 17 aprile 1944   | Transizione costituzionale |
|                                               |          | Adolfo Omodeo (1889-1946)          | Partito d'Azione              | Badoglio II       | 24 aprile 1944    | 29 maggio 1944   | Transizione costituzionale |
| Ministero dell'educazione nazionale della RSI |          |                                    |                               |                   |                   |                  |                            |
|                                               |          | Carlo Alberto Biggini (1907-1945)  | Partito Fascista Repubblicano | Governo della RSI | 23 settembre 1943 | 25 aprile 1945   | nessuna                    |